# 게니우스 로키

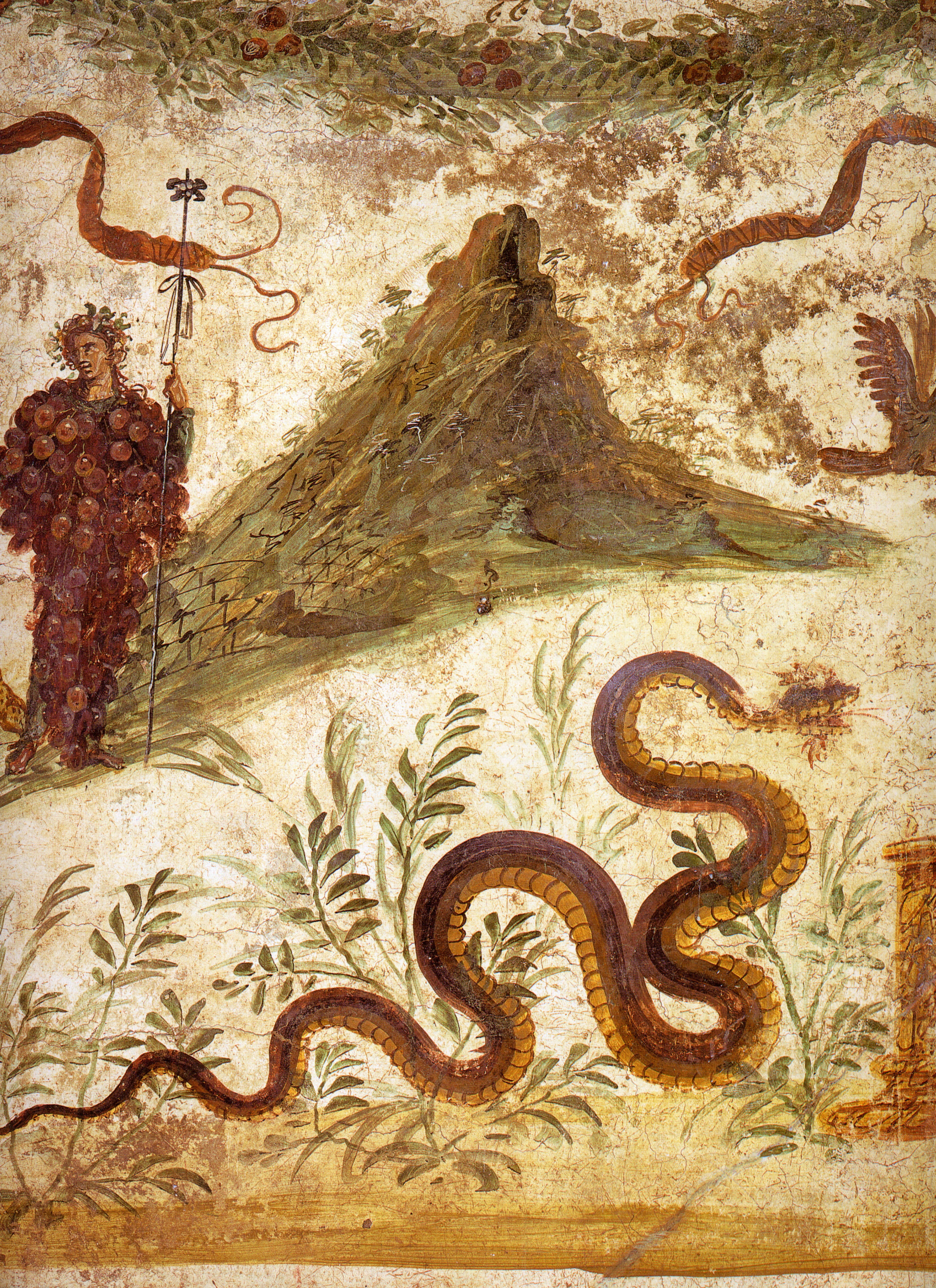
폼페이 벽화. 왼쪽의 남자는 바쿠스 신이고, 오른쪽의 뱀은 아가토스 다이몬이다. 이 뱀 신령은 베수비오산 주변의 터주신이었다.

게니우스 로키(라틴어: genius loci)는 고전기 로마의 종교에서, 특정한 공간에 붙은 게니우스(수호신), 즉 일종의 터주신이다. 복수형으로는 게니 로코룸(라틴어: genii locorum)이라고 쓴다. 도상학적으로는 코르누코피아, 파테라(퇴주그릇)을 들고 있는 사람, 또는 뱀의 형상으로 그려진다. 서로마 제국 곳곳에 개별 게니우스 로키에게 봉헌된 제단이 산재되어 있다.
공화정 시대에는 265개 지방마다 이런 라레스 콤피탈레스(수호신 신앙)이 발달했는데, 아우구스투스 황제가 이것을 황제숭배와 결합시켜서 황제의 게니우스(수호신)가 제국 전체의 게니우스 로키(터주신)인 것으로 만들었다.

## 같이 보기
- 진 (신화)
- 카미
- 셰키나
- 투어허 데 다넌
- 수호신
- 좌부동자